# Antonim
Antonim (z gr. anti „naprzeciw”, onoma „imię, wyraz, tytuł”) – termin oznaczający przeciwieństwo, odwrotność znaczeniową wyrazu; antonimy to określenia przeciwstawne. Dyscyplina zajmująca się m.in. antonimami to leksykologia.
Przykłady antonimów:
- ciepło – zimno,
- gruby – chudy,
- syty – głodny.

Termin „antonim” również ma swój antonim – jest nim „synonim”.

## Rodzaje antonimów

### Antonimy właściwe
Antonimy właściwe podlegają stopniowaniu np.:
- młody – stary, młodszy – starszy;
- mądry – głupi, mądrzejszy – głupszy.

Nie oznaczają niezależnych przeciwstawnych jakości, lecz służą jako leksykalny środek wyrażania stopniowania, np.:
- wysoki – niższy – najniższy,
- młody – starszy – najstarszy.

### Antonimy komplementarne
Antonimy komplementarne to pary wyrazów, w których zaprzeczenie jednego powoduje stwierdzenie drugiego, np.:
- On jest żonaty – On nie jest kawalerem.

### Konwersje
Do antonimów zalicza się też tzw. konwersje, czyli pary wyrazowe typu:
- kupić – sprzedać,
- nauczyciel – uczeń
- ożenić się – wyjść za mąż.